# Bussy, Broye
Bussy là một đô thị trong huyện Broye thuộc bang Fribourg ở Thụy Sĩ.